# Двигун

Двигу́н, руші́й, мото́р (або силова установка) — енергосилова машина, що перетворює який-небудь вид енергії на механічну роботу.

## Різновиди
Двигуни ділять на первинні та вторинні.
Первинні двигуни (гідротурбіни, двигун внутрішнього згоряння та інші) безпосередньо перетворюють енергію природних ресурсів (води, ядерного палива) у механічну, електричну тощо енергію.
Вторинні двигуни (наприклад, електричні) одержують енергію від первинних двигунів, перетворювачів чи накопичувачів енергії (наприклад, сонячних батарей, пружинних механізмів …)

## Новий вигляд старих машин
Водяні двигуни, найповажніші за віком, справно служать на гідроелектростанціях. За виглядом і за потужністю вони не схожі на стародавні водяні колеса. Сьогодні гідротурбіни — наймогутніші двигуни у світі. Падаюча вода обертає величезні сталеві колеса з лопатями, насадженими на масивний вал. І якщо до цього ж валу приєднати генератор, гідроелектростанція почне виробляти електричний струм.
Такий же принцип дії і у вітряних двигунів, тільки колесо з лопатями обертає не вода, а вітер. За допомогою вітродвигунів можна приводити в дію насоси, що викачують воду з глибоких колодязів, а можна отримувати електричний струм — для цього вал потрібно з'єднати з генератором. Але вітер дме з різною силою в різний час, а то і зовсім стихає. Тому на вітроелектростанціях (ВЕС) ставлять накопичувачі енергії. Наприклад, високо розташовані резервуари з водою. Поки є вітер, частина енергії ВЕС примушує працювати насос, що піднімає воду на велику висоту. Але вітер впав — і вода починає зливатися з резервуару. По дорозі вона обертає турбіну і сполучений з нею генератор.
В інших випадках об'єднують в одну ВЕС декілька вітряних коліс, які працюють далеко одне від одного. І якщо вітер є в районі хоч би одного з коліс, станція не перестає подавати енергію.

## Перший тепловий двигун
Парові і газові двигуни часто об'єднують загальною назвою «теплові». Дійсно, кожен такий двигун перетворює на механічну роботу теплову енергію пари або газу. Але це перетворення теплові двигуни виконують різними способами.
Старому двигуну цього класу — паровій машині — близько 300 років. Колись вона була найголовнішою серед інших рухових машин. Сьогодні парова машина поступово йде в минуле разом з останніми паровозами і пароплавами. Машина ця важка і не дуже швидкохідна, а техніка прагне до швидкості і легкості. Крім того, у неї низький коефіцієнт корисної дії(ККД). Так от, ККД паровоза не більше 8 %. Це означає, що з 100 кг спаленого в топці вугілля на корисну роботу перетворюється теплова енергія тільки восьми кілограмів, а інші 92 кг спалюються марно — їх енергія вилітає в димар, втрачається з парою, що відходить, йде на тертя внутрішніх деталей парової машини й механізму самого локомотива.

## Цікаві факти
- Раніше обсяг виробленої енергії визначали, орієнтуючись на снагу свійських тварин (воли, коні). Від тієї доби лишилася одиниця потужності двигуна — кінська сила.